# Panulia punctilinea
Panulia punctilinea är en fjärilsart som beskrevs av W. Warren 1899. Panulia punctilinea ingår i släktet Panulia och familjen mätare. Inga underarter finns listade i Catalogue of Life.